# Hunkpatila
Hunkpatila (Húŋkpathila), jedna od bandi pravih Oglala čiji je poglavica bio Man-Afraid-of-His-Horse's. Kasnije će prema riječima Red Clouda ova banda biti poznata kao Payabya (Payabsa; Pushed Aside).